# Linda Creemers
Linda Creemers (Weert, 13 januari 1985) is een Nederlands tafeltennisinternational. Ze won onder meer titels op de Nederlandse kampioenschappen dubbelspel en gemengd dubbel en maakte deel uit van de Nederlandse vrouwenploeg die Europees kampioen 2008 en Europees kampioen 2009 werd. De Limburgse speelt sinds 2008 competitie voor het Duitse TTK Anröchte en is in het seizoen 2009/2010 kampioen geworden in de 2. Bundesliga. Ze debuteerde in het seizoen 2010/2011 in de Duitse Bundesliga.
Creemers kwam eerder in de Nederlandse eredivisie uit voor Arboned Westa, waarvoor ze zeventien jaar speelde. In 2006 werd ze prof, waarna ze in 2007 naar Collosa Telecyl uit de Spaanse Superdivisie vertrok. Creemers vormde er een team met Jiao Yongli en Roser Vila Vaque. Bij Anröchte speelde ze samen met onder meer Aimei Wang, Yang Yang en Sabina Mast.
Creemers bereikte in oktober 2010 haar tot dan hoogste positie op de ITTF-wereldranglijst, toen ze van de 140e naar de 118e positie steeg.

## Erelijst
- Europees kampioen 2011 met de Nederlandse vrouwenploeg
- Europees kampioen 2010 met de Nederlandse vrouwenploeg
- Europees kampioen 2009 met de Nederlandse vrouwenploeg
- Europees kampioen 2008 met de Nederlandse vrouwenploeg
- Winnares  Open Bulgaarse Kampioenschappen dubbelspel 2008 (met Carla Nouwen)
- Winnares  Open Bulgaarse Kampioenschappen landenploegen 2008 (met Carla Nouwen en Jelena Timina)
- Nederlands kampioene dubbelspel 2003 (met Carla Nouwen), 2004 (met Mirjam Hooman-Kloppenburg en 2013 met Li Jiao)
- Nederlands kampioene gemengd dubbel 2002, 2003, 2010 en 2011 (allen met Daan Sliepen)
- Nederlands jeugdkampioene (junioren) 2001 en 2003
- Nederlands jeugdkampioene (kadetten) 1999

ITTF Pro Tour:
Enkelspel:
- Brons Egypte Open 2010

Dubbelspel:
- Brons Egypte Open 2010 (met Carla Nouwen)
- Verliezend finaliste Belarus Open 2009 (met Carla Nouwen)